# The City Is Mine
"The City Is Mine" é o terceiro single do segundo álbum do rapper Jay-Z In My Lifetime, Vol. 1. Apresenta vocais do grupo Blackstreet e produção de Teddy Riley. Riley usa um sample de "You Gonna Make Me Love Somebody Else", da banda The Jones Girls para a base da canção, enquanto Blackstreet interpola "You Belong to the City" de Glenn Frey e Jack Tempchin para o refrão. Além disso, um jovem Chad Hugo toca o saxofone nesta canção. A primeira estrofe é dedicada a memória do amigo de Jay-Z, The Notorious B.I.G.

## Lista de faixas do single

### CD americano
1. "The City Is Mine (Radio Edit)"
2. "The City Is Mine (TV track)"
3. "A Million and One Questions (Radio Edit)"

### CD britânico
1. "The City Is Mine (Radio Edit)"
2. "Intro / A Million And One Questions / Rhyme No More (Premier Radio Edit)"
3. "The City Is Mine (Album Version)"
4. "Dead Presidents II"

### Vinil americano

#### Lado-A
1. "The City Is Mine (Radio Edit)"
2. "The City Is Mine (LP Version)"

#### Lado-B
1. "The City Is Mine (TV Track)"
2. "A Million and One Questions (Remix)"
3. "A Million and One Questions (Remix) (TV Track)"

### Vinil britânico

#### Lado-A
1. "The City Is Mine (Radio Edit)"
2. "The City Is Mine (Dirty Version)"
3. "The City Is Mine (Instrumental)"

#### Lado-B
1. "Face Off (Dirty Version)"
2. "Face Off (Instrumental)"